# Westview
Westview és una concentració de població designada pel cens dels Estats Units a l'estat de Florida. Segons el cens del 2000 tenia 9.692 habitants.

## Demografia
Segons el cens del 2000, Westview tenia 9.692 habitants, 2.914 habitatges, i 2.235 famílies. La densitat de població era de 1.199,4 habitants/km².
Dels 2.914 habitatges en un 37,6% hi vivien nens de menys de 18 anys, en un 37,1% hi vivien parelles casades, en un 31,4% dones solteres, i en un 23,3% no eren unitats familiars. En el 19% dels habitatges hi vivien persones soles el 7,7% de les quals corresponia a persones de 65 anys o més que vivien soles. El nombre mitjà de persones vivint en cada habitatge era de 3,32 i el nombre mitjà de persones que vivien en cada família era de 3,74.
Per edats la població es repartia de la següent manera: un 31,2% tenia menys de 18 anys, un 11,1% entre 18 i 24, un 25,6% entre 25 i 44, un 22,6% de 45 a 60 i un 9,5% 65 anys o més.
L'edat mediana era de 31 anys. Per cada 100 dones de 18 o més anys hi havia 81,4 homes.
La renda mediana per habitatge era de 28.943 $ i la renda mediana per família de 31.289 $. Els homes tenien una renda mediana de 23.052 $ mentre que les dones 22.933 $. La renda per capita de la població era d'11.887 $. Entorn del 23,2% de les famílies i el 26% de la població estaven per davall del llindar de pobresa.

## Poblacions més properes
El següent diagrama mostra les poblacions més properes.